# Keizerlijke Hoogheid
Het predicaat Keizerlijke Hoogheid wordt gebruikt om zonen en dochters van koningen en leden van keizerlijke families aan te spreken. Het predicaat, anderen noemen het een titel is in een aantal landen in de wet geregeld. Elders gebeurt dat in het gewoonterecht.
De titel komt voor in:
- Frankrijk, de leden van het (uitgestorven) keizerlijk huis Napoleon en het (niet meer regerende) keizerlijke huis Bonaparte
- Duitsland, De keizerlijke familie van de (niet meer regerende) jongere Pruisische tak van het huis Hohenzollern
- Oostenrijk, als keizerlijke en apostolisch koninklijke hoogheid in het (niet meer regerende) huis Habsburg
- Brazilië, de keizerlijke tak van het (niet meer regerende) huis Braganza
- Ethiopië, de leden van het (niet meer regerende) keizerlijk huis
- Vietnam, de leden van het (niet meer regerende) keizerlijk huis
- Perzië, de leden van het (verbannen en niet meer regerende) keizerlijk huis
- Turkije, de leden van het (niet meer regerende) keizerlijk huis
- China, de leden van het (niet meer regerende) keizerlijk huis al gebruiken ze de titel in de communistische volksrepubliek niet.
- Japan, de leden van het regerende keizerlijk huis